# Earthtones
Earthtones è il secondo album del gruppo musicale hip hop Crown City Rockers, pubblicato nel 2004.

## Tracce
1. Intro
2. Another Day (Rhyme Writing)
3. Balance (feat. Scarub)
4. Sidestep (feat. Destani Wolf)
5. Interlude
6. B-Boy
7. Fortitude (feat. Gift of Gab)
8. Maxlude
9. Fate
10. Culture
11. D minor Nine
12. Simple
13. Heat
14. Earthtones
15. Interlude
16. Without Love (feat. Zion)
17. Something Pt. 3
18. 10:53
19. No Sense